# Удельные Уты
Уде́льные Уты́ — село в Выгоничском районе Брянской области, в составе Утынского сельского поселения (центр — посёлок Деснянский). Расположено на автодороге Брянск—Трубчевск, в 30 км к югу от Выгоничей, на правом берегу Десны. Является самым южным населённым пунктом Выгоничского района. Население — 135 человек (2010).
С прилегающими населёнными пунктами (Деснянский, Мирковы Уты, Саврасовка) образует, по сути, единое поселение, в целом называемое «Уты» или «Удельные Уты» (отчасти этому способствуют дорожные указатели). Большинство социально значимых объектов, в почтовом адресе которых указаны Удельные Уты, фактически расположены в посёлке Деснянский (включая собственно отделение связи).

## История
Основано не позднее XVI века; впервые упоминается в 1619 году как существующее село в составе Трубчевского уезда. Бывшее дворцовое село (также называлось Вольные Уты). Храм Святителя Николая Чудотворца упоминается с XVIII века (не сохранился).
С 1861 по 1924 село входило в состав Уручьенской волости; действовали винокуренный завод и почтовая станция. В 1896 году была открыта земская школа.
В 1924—1929 в Выгоничской волости Бежицкого уезда; с 1929 в Выгоничском районе, а в период его временного расформирования — в Трубчевском (1932—1940, 1965—1977), Почепском (1963—1965) районе.
До 1980-х гг. являлось центром Утынского сельсовета.

## Улицы села
- Гагарина
- Деснянская
- Садовая
- Трубчевская